# Dominik Mencej
Dominik Mencej (Liubliana, 1987) es un director de cine y guionista esloveno.

## Carrera
Mencej se licenció en dirección de cine y televisión en la Academia de Teatro, Radio, Cine y Televisión de Liubliana. Ha trabajado como director en numerosas series de televisión. Más conocido en Eslovenia por sus cortometrajes de realismo mágico, premiados y aclamados por la crítica. Interesado en encontrar nuevas formas de contar historias poco convencionales. La filmografía de Mencej incluye: Growing up (2017), The Springtime Sleep (2014) y Garbage Day (2011).
En 2022 estrenó su primer largometraje Jinete.

## Filmografía
- Jinete (2022)